# 前田則邦
前田 則邦（まえだ のりくに、1847年7月4日（弘化4年5月22日）- 1915年（大正4年）8月23日）は、富山県の政治家、実業家、画家。

## 経歴
- 1847年（弘化4年） - 富山藩9代藩主前田利幹の次男前田利民の子として出生する。幼名竹太郎（武太郎）。民邦、春江とも。
- 1854年（嘉永7年） - 知行500石と若土姓を与えられ、臣籍となる。
- 1875年（明治8年） - 前田姓に復した後、富山師範学校校長、婦負・上新川・中新川の郡長を務める。
- 1878年（明治11年） - 第百二十三国立銀行の設立に旧藩士らとともに参画[2]。後に合併した十二銀行（北陸銀行の前身）の頭取も務める。
- 1880年（明治13年） - 政府より士族授産金を得て、大沢野村（現富山市）の原野の開墾に着手する。
- 1883年（明治16年） - 大沢野開墾事業を富山県に譲渡する。
- 1889年（明治22年） - 富山市長に就任する。
- 1895年（明治26年） - 富山市長を辞任する。

画家としても山水画を残している。